# ミシケの戦い
ミシケの戦い (ギリシア語: Μισιχή)、メシケの戦い (Μεσιχή)、マッシケの戦い (パフラヴィー語: 𐭬𐭱‎𐭩‎𐭪‎‎‎‎ mšyk; Parthian: 𐭌𐭔𐭉𐭊 mšyk)は、244年1月13日から3月14日の間に行われた、サーサーン朝とローマ帝国の戦闘。

## 背景
243年、ローマ皇帝ゴルディアヌス3世がサーサーン朝に侵攻した。レサエナの戦いで勝利したローマ軍は、ミシケまで進出してきた。ローマ側の史料にはこの戦闘のことが記述されておらず、3世紀中葉の遠征で、ローマがどのあたりまで進攻したのか長らく不明であった。ロストフツェフはアッシリア（イラク北部）までとしたが、ヘルツフェルドはバビロニア（イラク南部）と反論した。ヘルツフェルドの説の論拠は古代の長さの単位に関する研究の成果に基づいている。ヘルツフェルドはプリニウスが "Masice" と記述するユーフラテス河畔の町であろうと推測した。後述するナクシェ・ロスタム遺跡のザラトシュトのカアバに刻まれた碑文によると、この戦闘が行われた場所はミシケであり、ペルシアの戦勝後、「ペーローズ・シャープール」に改名されたことが分かる。なお、ペーローズ・シャープールは8世紀ごろ、アラブ人により「アンバール」と呼ばれるようになる。

## 戦闘
戦闘はサーサーン朝の勝利に終わった。ゴルディアヌス3世は戦死したか、あるいは戦後に部下に殺害された。

### ナクシェ・ロスタム碑文

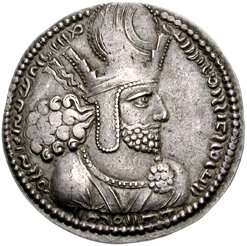
シャープール1世

ナクシェ・ロスタムにあるシャープール1世の碑文には、ミシケの戦いに関する3か国語での言及がある。
最初に我らが帝国内で地位を確立した時、ゴルディアヌス・カエサルはローマ、ゴート、ゲルマニアのすべての地から軍勢を集め、アスーリスターン (メソポタミア)に向けて、エーラーンシャフル (サーサーン朝)と我らに対し進軍してきた。アスーリスターンの国境のミシケで、大規模な正面戦闘が起きた。ゴルディアヌス・カエサルは殺され、ローマ軍は滅ぼされた。そしてローマはピリップスをカエサルとした。その後ピリップス・カエサルは我らと条約を結び、50万ディナールを彼らの命の身代金として支払い、我らの従属者となった。そしてこれゆえに、我らはミシケをペーローズ＝シャープール（勝利者シャープールの意）と改名した。

### ローマ側の文献

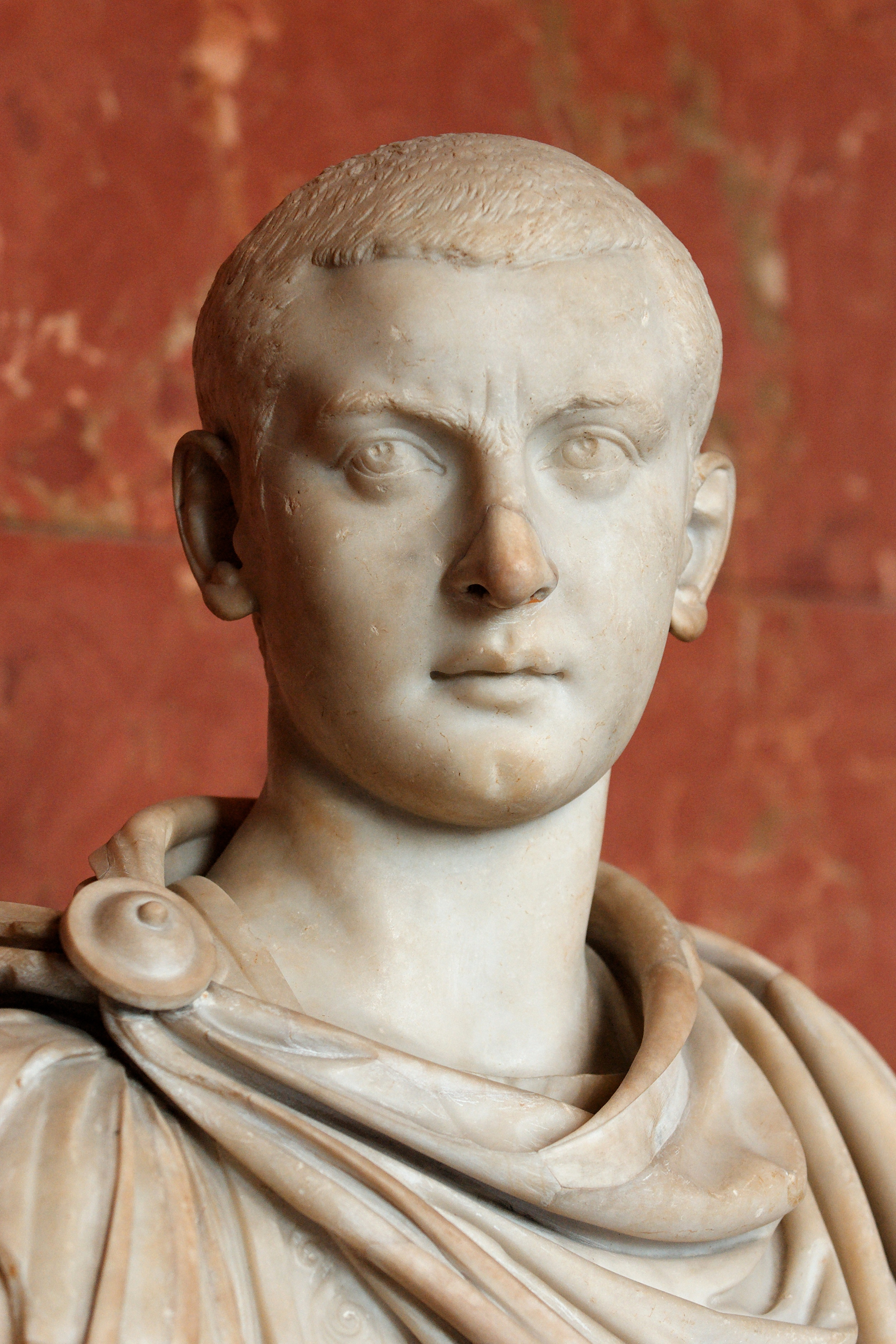
ゴルディアヌス3世

一方で、ローマ側の文献は敗北を認めていない。同時代や後のローマの文献では、遠征は完全に、または部分的に成功したが、ゴルディアヌス3世はピリップス・アラブスの陰謀により殺害されたのだとしている。しかし歴史家の中には、サーサーン朝の勝利は決して虚構ではなく、ピリップスの陰謀もゴルディアヌス3世の死の真相からは程遠いと考えている者がいる。文献によっても、ゴルディアヌス3世は戦場外で死んだとするもの、戦場で死んだとするものに分かれている。また中には、オストロネのキルケシウム近くのザイタ（ミシケの約400キロメートル北方）に、殺害された皇帝の記念碑があったと伝える文献もある。様々な文献の間で混乱があるものの、ローマ軍が敗北の後に十代の若い皇帝に対する不満を爆発させ、弑殺に及んだ可能性もある。またそれらとは別に、6世紀の歴史家ヨハネス・マララスや、9世紀から12世紀の間の東方の3人の歴史家たちが、第三の説を唱えている。彼らは、ゴルディアヌス3世が落馬して腿を負傷し、その怪我がもとで死去した（マララスは、帰国途中の死であったとしている）と伝えている。

## その後

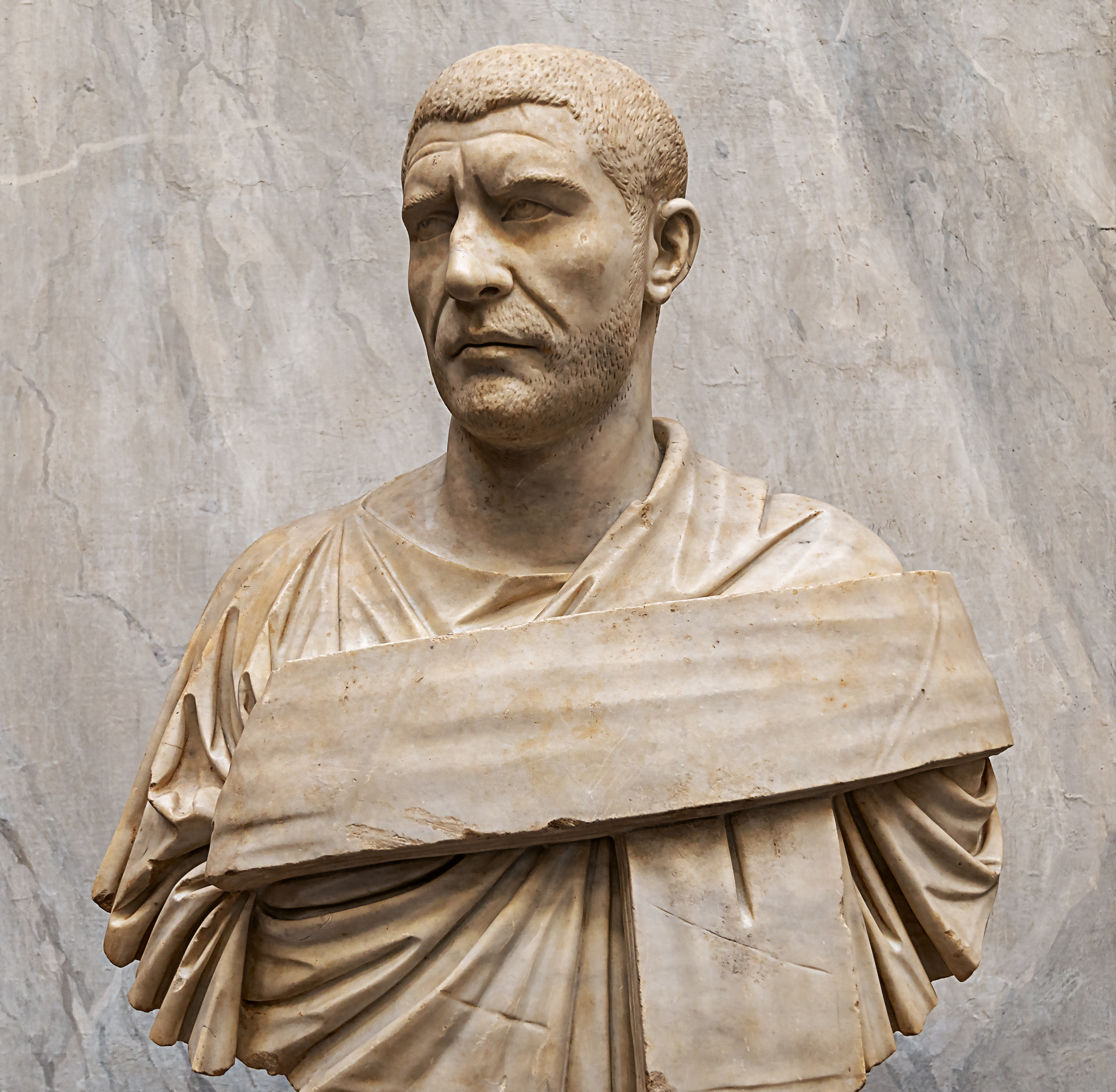
ピリップス・アラブス

ゴルディアヌス3世の跡を継いだピリップス・アラブスはローマ皇帝を名乗り、シャープール1世と和議を結んだ。両大国が再び衝突するのは、252年のバルバリッソスの戦いである。この戦いでシャープール1世はローマ帝国の大軍を破り、シリアやアナトリアの一部にまで侵攻することに成功した